# ARICNS
ARICNS (también ARI Database for Nearby Stars) es una base de datos astronómica de estrellas que se encuentran cerca del sistema solar. Es mantenida por el Astronomisches Rechen-Institut de Heidelberg, Alemania.
Los datos estelares de ARICNS se muestran en las denominadas páginas de estrellas y provienen de dos fuentes. La primera parte de la página se basa en una versión actualizada (H. Jahreiß, 1998, inédita) del contenido del CNS3 (1991), derivado únicamente de medidas terrestres. La segunda parte de la página de la estrella muestra los resultados contenidos en la parte principal del Catálogo Hipparcos (ESA, 1997), siempre que la estrella haya sido observada por el satélite astrométrico Hipparcos.
En la actual versión preliminar de ARICNS, los datos de estas dos partes todavía no están “armonizados”. Por ejemplo, la paralaje de Hipparcos y el movimiento propio (cuando se da), así como el movimiento de espacio resultante (U, V, W), en general deben preferirse respecto a los mismos datos enumerados en la primera parte de la página. En el futuro se pretende añadir una explicación detallada del contenido de las páginas de estrellas.

## Búsqueda de un objeto
Hay varios métodos para encontrar una estrella en ARICNS. Si se conoce la designación de la misma, por ejemplo Gliese 440, se pulsa sobre el nombre del catálogo (Gliese en este caso), apareciendo una lista con todas las estrellas de ARICNS que tienen un “número de Gliese”. Una vez encontrada la estrella en cuestión, se pulsa sobre ella apareciendo los datos de la misma (Gliese 440). También puede buscarse la estrella por su posición pulsando Position (RA, Dec).